# Mitumbagomphus terreus
Mitumbagomphus terreus är en mångfotingart som först beskrevs av Carl Graf Attems 1929.  Mitumbagomphus terreus ingår i släktet Mitumbagomphus och familjen Gomphodesmidae. Inga underarter finns listade i Catalogue of Life.